# Neopithecus brancoi
Neopithecus brancoi es un homínido extinto que vivió en el Mioceno. Es el único miembro del género Neopithecus.

## Descubrimiento
En 1898 el paleontólogo alemán Branco descubrió un molar aislado en Salmendingen, en el sur de Alemania, del cual dedujo que era un molar perdido de Dryopithecus. Este fósil y otra evidencia dental de simio fosilizado encontrado en la misma región fueron revisados por Schlosser en 1901. En esta publicación Schlosser nombró una nueva especie y un nuevo género: Anthropodus brancoi. En 1902 Abel notó que el género Anthropodus no era, de hecho, nuevo, siendo usado para un género de cercopitecoideos desde 1894, proponiendo el nombre de Neopithecus para la nueva especie. Finalmente Hrdlicka en 1924 concluyó que todos los dientes encontrados en el sur de Alemania eran indiscutiblemente del género Dryopithecus, comparándolos con la especie tipo y otras especies asociadas. En 1926 Gregory & Hellman incorporaron también esta especie en su análisis de dentición de los Dryopithecus, sin observar diferencias significativas con las otras especies de ese género.